# Кадиров Рашид Хамідович
Кадиров Рашид (Рашітжон) Хамідович (узб. Rashitjon Hamidovich Kadirov) 23 лютого 1952) — колишній Генеральний прокурор Узбекистану і член Конституційного суду Республіки Узбекистан.

## Життєпис
У 1974 році після закінчення юридичного факультету Ташкентського державного університету розпочав трудову діяльність слідчим у прокуратурі Андижанської області.
У 1975 році почав роботу в Комітеті державної безпеки Узбецької РСР. Закінчив службу на посаді начальника Слідчого управління СНБ та 28 січня 1993 року призначений заступником генерального прокурора Генеральної прокуратури Республіки Узбекистан.
18 лютого 2000 року призначений Генеральним прокурором. Затверджений на новий термін на цій посаді двічі: у березні 2005 й у травні 2010 року.
20 квітня 2015 року Кадирова відправлено у відставку з поста Генерального прокурора.
З травня 2015 по серпень 2017 року — член Конституційного суду Республіки Узбекистан.
Був заарештований у лютому 2018 року за підозрою у зловживанні службовим становищем, зловживанні владою і хабарництвом. Засуджений до 10 років позбавлення волі і штрафу у розмірі 500 МРЗП (101.365.000 сум).

## Нагороди
15 травня 1988 року указом Президента республіки Афганістан нагороджений медаллю «Воїну-інтернаціоналісту від вдячного афганського народу».
Указом Президента Республіки Узбекистан від 26 серпня 1996 нагороджений медаллю «Жасорат».
Указом Президента Республіки Узбекистан від 26 серпня 2003 нагороджений орденом «Шон-Шараф» II ступеня.
Наказом Голови Служби Національної Безпеки від 10 серпня 2006 нагороджений «MXXda 25 yil fidokorona xizmati uchun».
Указом Президента Республіки Узбекистан від 29 серпня 2006 нагороджений орденом «Фідокорона хізматларі учун».
Указом Президента Республіки Узбекистан від 24 лютого 2012 нагороджений орденом «Мехнат Шухрат».
3 травня 2011 року наказом Генерального прокурора Азербайджанської республіки Закира Гаралова нагороджений нагрудним знаком «Почесний працівник прокуратури Азербайджанської республіки».
25 листопада 2011 року наказом Генерального прокурора Російської Федерації Юрія Чайки був нагороджений медаллю Прокуратури РФ «290 років прокуратурі Росії».
4 березня 2013 року наказом Генеральної прокуратури Республіки Білорусь нагороджений ювілейною медаллю «90 років прокуратурі Республіки Білорусь».
26 червня 2019 року рішенням Юнусабадського районного суду міста Ташкента позбавлений усіх державних нагород.

## Антитерористична діяльність
У 1999—2005 роках Кадиров був однією з ключових фігур у протистоянні хвилі терористичної активності, що захлеснула Узбекистан. Кадиров очолював усі слідчі дії після терактів і сформулював програму проведення превентивних акцій спецслужб країни. При цьому, він був однією з цілей терористів у рамках серії терактів у середині лютого 2004 року.
Будучи главою слідчої комісії, Кадиров встановив і оприлюднив інформацію про те, що за терактами стоять бойовики «Аль-Каїди». На одному із брифінгів Кадирова було відзначено, що терористів, зокрема з «Ісламського руху Туркестану», тренували арабські інструктори в таборах підготовки бойовиків у Пакистані.
Після терактів у посольствах США та Ізраїлю в Ташкенті 30 липня 2004 року Кадиров працював у контакті з експертами США, Німеччини та Ізраїлю. Група під його керівництвом встановила, що вибухівка, яку використовували терористи, могла бути зроблена тільки тими, хто проходив підготовку в таборах терористів Чечні та Афганістану. На думку низки фахівців, саме дії слідчих під керівництвом Кадирова сприяли припиненню хвилі терору.

## Судовий процес
Рашида Кадирова заарештували в лютому 2018 року за підозрою у зловживанні службовим становищем, зловживанні владою і хабарництвом. Окрім нього фігурантами справи стали понад двадцять осіб.
7 січня 2019 року в Юнусабадському районному суді у кримінальних справах міста Ташкента почався суд над Кадировим. Процес у справі ексгенпрокурора проходив у закритому режимі. Кадирову було пред'явлено звинувачення по 12 пунктах Кримінального кодексу республіки Узбекистан, включаючи хабарництво, зловживання владою, вимагання та організацію злочинного співтовариства.
26 червня 2019 року засуджений до 10 років позбавлення волі і штрафу у розмірі 500 МРЗП (101.365.000 сум). Крім того, суд ухвалив рішення про внесення подань на предмет позбавлення спеціальних звань і державних нагород засуджених за вчинення тяжких та особливо тяжких злочинів.